# Pic de Figamà
El Pic de Figamà és una muntanya de 2.029,8 metres d'altitud del límit dels termes comunals d'Aiguatèbia i Talau i Sautó, tots dos de la comarca del Conflent, a la Catalunya del Nord.
És al sud del terme d'Aiguatèbia i Talau i al nord del de Sautó, al sud-est del Puig de la Tossa i al sud-oest de la Serra de les Saleres de les Pedres Blanques.
Dalt del cim hi ha les instal·lacions d'unes antigues fortificacions militars del segle xix preparades per a bateries d'artilleria.